# Olaf Scholz
Olaf Scholz [ˈoːlaf ˈʃɔlts],  kiejtése?* (Osnabrück, 1958. június 14. –), német politikus, 2021-től 2025. május 6-ig Németország kancellárja.
2007–2009 között munkaügyi és szociális miniszter Angela Merkel első kormányában. 2009–2019 között a Szociáldemokrata Párt (SPD) alelnöke, 2011–2018 között Hamburg főpolgármestere volt. 2018-ban két hónapig betöltötte a Szociáldemokrata Párt (SPD) ideiglenes elnöki tisztét.
2018–2021 között Németország alkancellárja és pénzügyminisztere Merkel negyedik kormányában. Olaf Scholzot 2021. december 8-án választotta meg a Bundestag a Német Szövetségi Köztársaság 9. kancellárjává. 2024 novemberében az SPD Scholzot választotta kancellárjelöltjének a február 23- előrehozott választásokra.

## Fiatalkora, tanulmányai
Olaf Scholz az alsó-szászországi Osnabrückben született, de Hamburg Rahlstedt kerületében nőtt fel. Szülei a textiliparban dolgoztak, két öccse van: Jens Scholz, aneszteziológus, az Universitätsklinikums Schleswig-Holstein vezérigazgatója; és Ingo Scholz, aki egy IT-vállalkozás üzletvezetője Hamburgban.
Scholz Hamburg Rahlstedt Oldenfelde városrészében kezdte meg az iskolát, de aztán átjelentkezett a großloheringi általános iskolába. Miután 1977-ben leérettségizett, 1978-tól jogi tanulmányokat folytatott a Hamburgi Egyetemen. Később munkajogra szakosodott ügyvédként helyezkedett el.

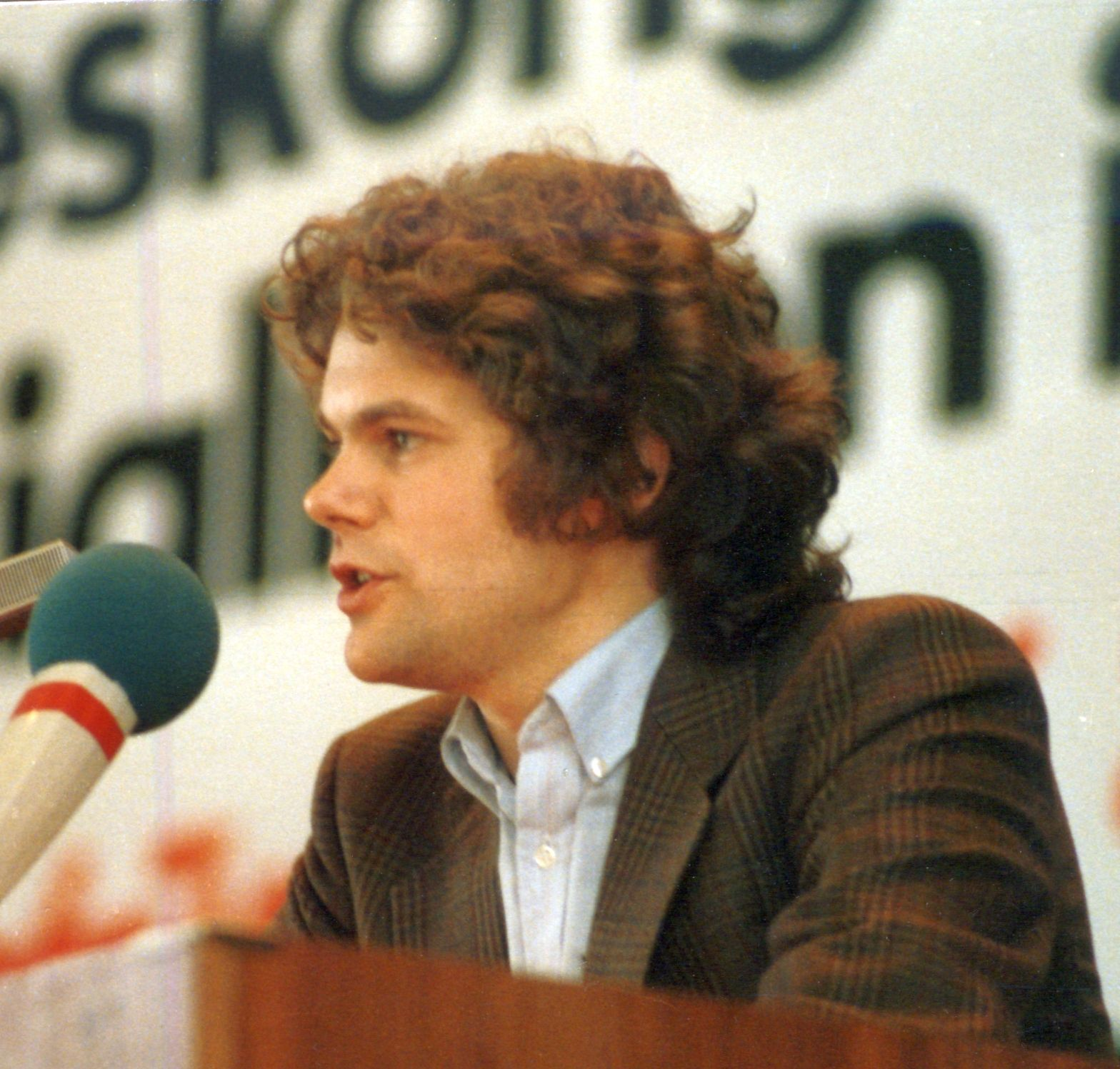
Scholz, a Jusos, az SPD ifjúsági szervezetének, kongresszusán (1984)

## Politikai karrierje

### Tisztségei az SPD-ben és a Bundestagban
Scholzot, a Sozialistische Jugend-Internationale korábbi alelnökét 1998-ban, 40 évesen választották meg először Hamburg Altona képviselőjének a Bundestagba. Scholz 2002 és 2004 között az SPD főtitkára volt; erről a tisztségéről akkor mondott le, amikor a párton belüli elégedetlenség miatt pártelnöke, Gerhard Schröder kancellár, lemondott pártelnöki tisztségéről. A szövetségi választásokat követően még ugyanebben az évben az SPD Bundestag-frakciójának első parlamenti titkára lett, majd a szociáldemokrata párt frakcióvezetője.
2007-ben Scholz csatlakozott a Merkel-kormányhoz, a 2009-es szövetségi választásokat követően, amikor az SPD kilépett a kormánykoalícíóból, Scholzot az SPD frakcióvezető-helyettesévé választották. 2010-ben részt vett a spanyolországi Sitgesben évente megrendezett Bilderberg-találkozón.

### Hamburg főpolgármestere
2011-ben Scholz volt az SPD elsőszámú jelöltje a hamburgi tartományi választásokon, amelyet az SPD a szavazatok 48,3 százalékával megnyert, és evvel a hamburgi parlament 121 képviselői helyéből 62-t szerzett meg. Scholz, néhány nappal azután, hogy hivatalosan is Hamburg főpolgármesterévé választották, 2011. március 11-én lemondott elnyert képviselői mandátumáról.
A második legnagyobb német városban Scholz hét éves főpolgármestersége idején 10 ezer lakás épült, erőfeszítéseket tett a tanulmányi és gyermekgondozási díjak eltörlésére, a lakbérek emelkedésének megfékezésére, .
Scholz vezetésével a szociáldemokraták megnyerték a 2015-ös hamburgi tartományi választásokat is, a szavazatok mintegy 47 százalékát szerezték meg. A Szövetség ’90/Zöldek Párttal közös koalíciós kormánya 2015. április 15-én esküdött fel. 2015-ben Scholz vezette Hamburg pályázatát a 2024-es nyári olimpiai játékok megrendezésére, amelynek becsült költségvetése 11,2 milliárd euró (12,6 milliárd dollár) volt, Los Angeles, Párizs, Róma és Budapest ellenében; a hamburgiak azonban később népszavazáson elutasították a város pályázatát, a szavazók több mint a fele az olimpiai projekt ellen szavazott.

### Alkancellár és pénzügyminiszter
A 2017-es szövetségi választásokat követő hosszú kormányalakítási időszak után, amelynek során a CDU, a CSU és az SPD megállapodott a koalíció folytatásáról, Scholzot valamennyi párt elfogadta szövetségi pénzügyminiszternek. A kormány többi tagjával együtt 2018. március 14-én tette le az esküt. Scholz lett Angela Merkel alkancellárja is. Scholz már első hivatali hónapjaiban Németország egyik legnépszerűbb politikusává vált, meghaladva az 50 százalékos támogatottságot.
Scholz Franciaországgal együtt a globális társasági minimumadóra és a technológiai óriáscégek új adószabályozásának bevezetésére tett erőfeszítéseket.
Scholz pénzügyminiszteri hivatali ideje alatt mind minisztériumát, mind őt magát Németország történetének három példátlan méretű pénzügyi skandalluma miatt is vizsgálat alá vonták. 2021-ben házkutatásokat követve  meg kellett jelennie Bundestag pénzügyi bizottsága előtt egy három évre visszanyúló botrány miatt. Terrorizmus finanszírozása, fegyver– és drogkereskedelem gyanúja jelentésének elmulasztása volt a vád. A mulasztást a Scholz minisztériuma alá rendelt német speciális pénzügyi hírszerző ügynökségnek, a FIU-nak (Financial Intelligence Unit) terhére rótták. 2018-ban az Európa valaha volt legnagyobb adócsalási botrányának nevezett, Warburg Bankhoz kapcsolódó Cum-Ex-Steuerskandal ügyben gyanúsították meg, mely lényegében egy hatalmas osztalékcsalásról szólt. Ezt követte 2020-ban az úgynevezett Wirecard-botrány.
Mindhárom ügyet parlamenti vizsgálatok követték, melyek során Scholz tagadta, hogy a skandalumok kapcsán bármilyen felelősség terhelné. 2022 augusztusában a Cum-Ex-Steuerskandal ügyben Scholznak újra meg kellett jelennie az illetékes parlamenti bizottság előtt, most már kancellárként. Amíg a több milliárd eurós adócsalási üggyel kapcsolatban az első meghallgatása során azt vallotta, hogy nem emlékszik a Warburg Bank vezetőivel folytatott perdöntő megbeszélések tartalmára, addig a második parlamenti meghallgatáson azt állította, hogy semmilyen befolyást nem gyakorolt az ügyre. A kihallgatás patthelyzettel végződött.

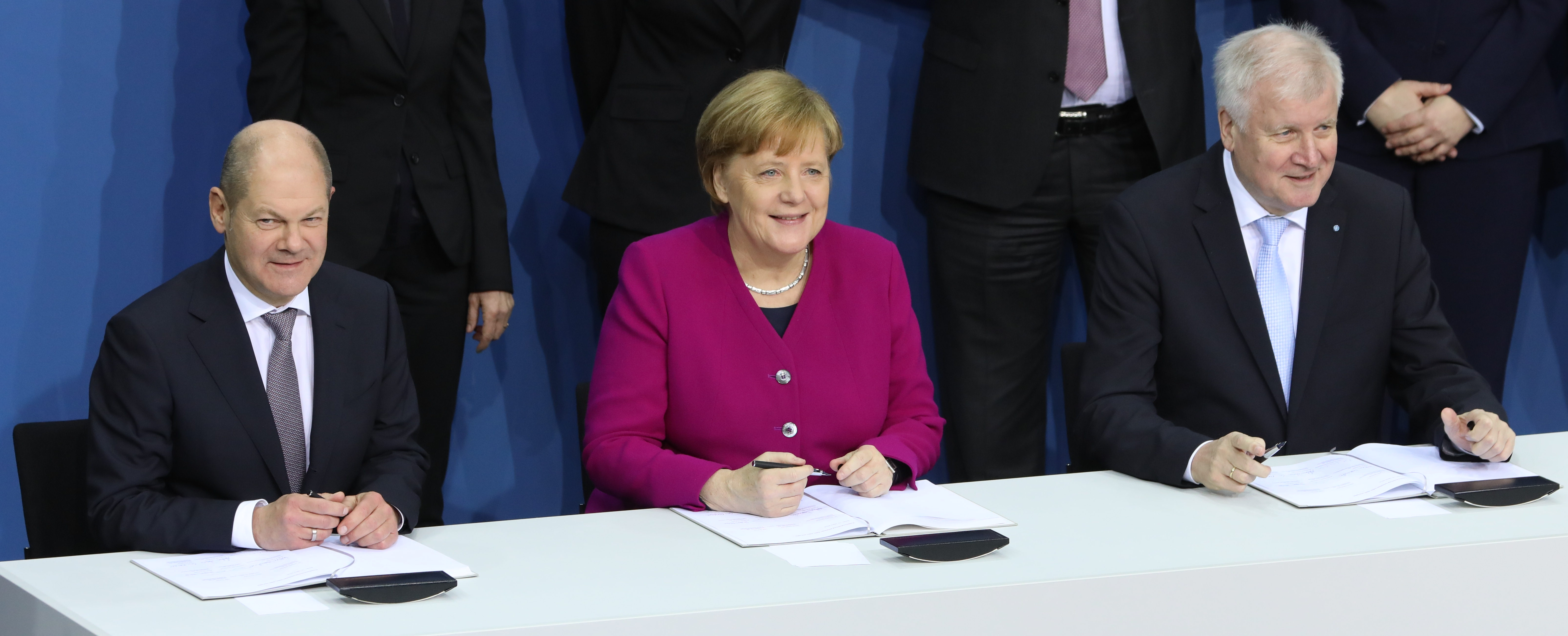
Az SPD–CDU–CSU koalíciós szerződés aláírása (2018. március 12.)

A németországi Covid19 járványra válaszul Scholz egy sor stratégiai jelentőségű mentőcsomagot dolgozott ki az ország gazdasága számára, köztük egy 130 milliárd eurós ösztönző csomagot 2020 júniusában vezettek be, amely a vállalkozásoknak és a vállalkozóknak kínált mentőövet. Scholzéknak a pandémia negatív gazdasági hatásainak enyhítésére meghozott törvényeinek köszönhetően a gyárak bezárását sikerült elkerülni. Németország evvel megelőzte a tömeges elbocsátásokat, és kisebb megrázkódtatásokkal vészelte túl a válságot, mint például Olaszország és Franciaország.
Scholz felügyelte a Next Generation EU, az EU 750 milliárd eurós helyreállítási alapjának felhasználását is, amely a világjárvány sújtotta EU tagállamokat hivatott támogatni. A Németországnak szánt 28 milliárd euró 90 százalékának klímavédelemre és digitalizációra történő felhasználása Scholz vezetésével történt.

### Az SPD kancellárjelöltje

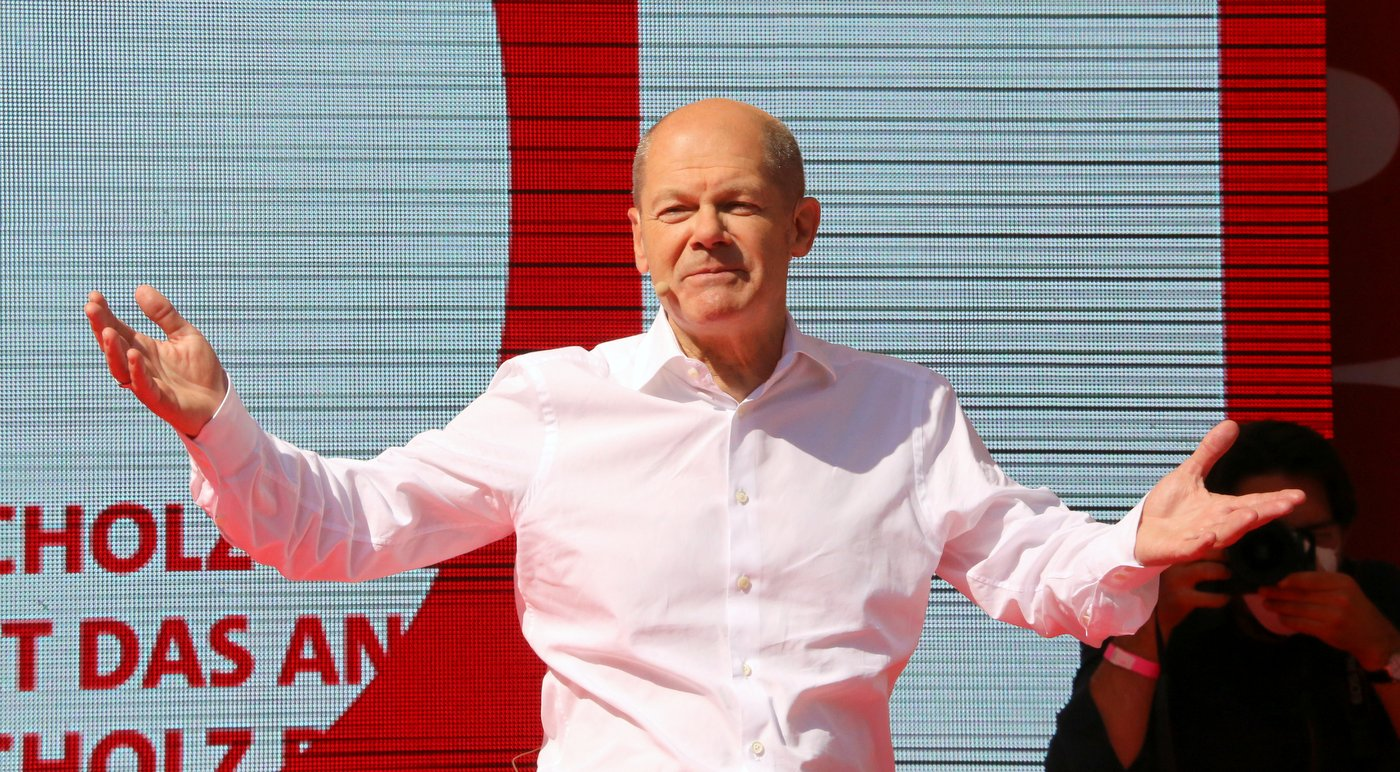
A választási kampány finisében (2021. augusztus 21.)

2020. augusztus 10-én az SPD pártvezetősége Scholzot jelölte a párt kancellárjelöltjének a 2021. szeptember 26-i németországi szövetségi választásra. A választáson rajta kívül Annalena Baerbock, a Szövetség ’90/Zöldek jelöltje és Armin Laschet, a CDU/CSU jelöltje indult a kancellárság (Bundeskanzler) elnyerésért. A közvéleménykutatások előrejelzése szerint Scholznak volt a legnagyobb esélye a győzelemre.
Scholz egyéni képviselőjelöltként is megmérette magát. A 61-es Bundestag–választókerületben szintén Annalena Baerbockkal, a Zöldek egyéni jelöltjével, valamint az FDP korábbi főtitkárával, Linda Teuteberggel szállt versenybe a közvetlen parlamenti mandátumért. A választókerületet Scholz nyerte 33,5 százalékkal, Barbocknak a szavazatok 21,3 százalékát sikerült megszereznie, míg Teuteberg az összes mandátum 8,2 százalékát kapta.
A választások eredményei igazolták a közvéleménykutatások előrejelzéseit. Az SPD 25,7 százalékot, a CDU/CSU 24,1 százalékot, a szabaddemokraták 11,5 százalékot, míg a Zöldek 14,6 százalékot értek el. Scholz alakíthatott koalíciós kormányt.

## Németország kancellárja

### 2021
2021. december 8-án, Olaf Scholzot a Bundestag meggyőző többséggel választotta kancellárrá a többségi mandátummal rendelkező közlekedésilámpa-koalíció (SPD – FDP – Zöldek = piros – sárga – zöld, a pártok hagyományos színei alapján) képviselőinek 395 szavazatával. A 736 képviselő közül 29 hiányzott a választásnál betegség miatt. Összesen 707-en adták le szavazatukat; 303 ellenszavazat, hat tartózkodás és három érvénytelen szavazat volt. A közlekedésilámpa-koalició képviselőinek 416 szavazata volt, Scholz tehát 21 szavazattal kapott kevesebbet, mint ahány mandátummal az SPD, az FDP és a Zöldek képviselői együttesen rendelkeznek.
Scholz, a szavazást követően Steinmeier szövetségi elnöktől átvette kinevezési oklevelét, majd letette az esküt, amelynek végéről elhagyta a szokásos zárómondatot, miszerint "Isten engem úgy segéljen!”. Az eskütételen részt vett Gerhard Schröder is, aki Scholzot megelőzően az utolsó szociáldemokrata kancellár volt. Az eskütételt követően az új kancellár hivatalosan is átvette hivatalát elődjétől, Angela Merkeltől, aki 16 éven keresztül töltötte be a kancellári posztot. Scholz 63 évével és 177 napjával a legidősebb személy, aki Németország kancellárja lett Ludwig Erhard óta, aki 66 évesen és 255 naposan lépett hivatalba 1963. október 17-én.
2021 végén a Politico Europe Európa legbefolyásosabb embereinek éves rangsorában a „cselekvők” kategória 1. helyére tette Scholzot. A politikai magazin az Európa legnagyobb gazdaságát jelentő Németország vezetését éppen átvett kancellár előtt álló kihívások – melyeket a konfliktusokat elkerülő Angela Merkel hagyott utódjára – közé sorolta Oroszország és Kína kérdését; Magyarország és Lengyelország jogállamisági ügyeit; valamint Európa gazdaságának zöldítését az ipar károsítása nélkül. Scholzot kiszámítható, könyvelőstílusú politikusként jellemezte, aki robotszerűen teljesítve kiérdemelte a „Scholzomat” becenevet.
Scholz 2021 decemberében Varsóba látogatott, hogy tárgyalásokat folytasson Mateusz Morawiecki lengyel miniszterelnökkel. Megvitatták az Északi Áramlat-2 gázvezetéket, amely a Balti-tenger alatt, Lengyelország megkerülésével szállítana orosz gázt Németországba, valamint Lengyelországnak az EU-val a jogállamiságról és az európai uniós jog elsőbbségéről folytatott vitáját. Scholz támogatta Lengyelország erőfeszítéseit, hogy megállítsa a Fehéroroszországból beutazni szándékozó migránsok beáramlását.
Scholz 2022-ig meghosszabbította a Szaúd-Arábiának történő fegyvereladás felfüggesztését, és úgy döntött, hogy „a továbbiakban nem hagy jóvá semmilyen exportértékesítést olyan országoknak, amelyek közvetlenül részt vesznek” a Szaúd-Arábia vezette jemeni beavatkozásban.

### 2022
2022. február 22-én Scholz bejelentette, hogy Németország leállítja az Északi Áramlat 2 gázvezeték üzembehelyezésének engedélyezési eljárását, válaszul arra, hogy Oroszország elismert két Ukrajnán belüli, szakadár köztársaságot. Scholz ugyanakkor felszólalt az ellen, hogy az EU kizárja Oroszországot a SWIFT globális bankközi fizetési rendszerből.
2022. február 27-én a parlament rendkívüli ülésén Scholz történelmi jelentőségű beszédet mondott, amelyben bejelentette a német katona- és külpolitika teljes fordulatát („Zeitenwende“), beleértve fegyverek Ukrajnába szállítását és Németország védelmi költségvetésének drámai növelését.
Angela Merkel, korábbi kancellár, a fukusimai atomkatasztrófa után kötelezte el Németországot az atomenergia kivezetése mellett. 2022 júniusában Scholz kijelentette, hogy kormánya továbbra is elkötelezett az atomenergia fokozatos kivezetése mellett az emelkedő energiaárak és Németország Oroszországból származó energiaimporttól való függősége ellenére. Az energiaigényes német ipart és a német exportőröket különösen súlyosan érintette a 2021-től tartó globális energiaválság. Scholz elmondta: „Természetesen tudtuk és tudjuk, hogy az Ukrajnával való szolidaritásunknak következményei lesznek”.
2022 augusztusában Scholz nem értett egyet Mahmúd Abbász palesztin vezető szavaival, aki a palesztinokkal szembeni izraeli bánásmódot a dél-afrikai apartheidhez hasonlította.
2022. szeptember 29-én Németország 200 milliárd eurós tervet mutatott be az ipar és a háztartások támogatására.
Az év folyamán Scholz kormánya olyan intézkedésekről döntött, amelyekkel enyhíteni kívánta az ország lakosságára nehezedő pénzügyi terheket, amelyek az Oroszország által Ukrajna ellen indított invázió és az Oroszország által leállított németországi földgázszállítások miatt megnövekedett megélhetési költségek (különösen az energia- és benzinárak emelkedése) miatt keletkeztek. A két első, 30 milliárd eurós intézkedéscsomagban 300 eurós egyszeri kifizetést rendeltek el minden munkavállalónak, 100 és 200 euró közötti egyszeri kifizetést minden munkanélkülinek. Döntöttek a gyermeknevelési támogatás egyszeri, gyermekenként 100 eurós emeléséről és a minden tömegközlekedési eszköz igénybevételére jogosító, három hónapig érvényes 9 eurós bérlet bevezetéséről, valamint a benzinárak támogatásáról. A harmadik, 65 milliárd eurós intézkedéscsomag 300 eurós egyszeri kifizetést tartalmazott a nyugdíjasoknak, 200 eurós egyszeri kifizetést a tanulóknak és az egyetemistáknak, 415 eurós fűtéstámogatást a lakhatási támogatásban részesülőknek, valamint 2023-tól a gyermekkedvezmény 18 euróval történő emelését. Döntöttek a midi-munkahelyek száma felső határának emeléséről, az országos helyi közlekedési bérlet bevezetéséről, a jövedelemadó-kedvezményről, további 3000 eurós adómentességről, az „áramár-fékről”, valamint a Bürgergeld (állampolgári pénzjuttatás) bevezetéséről. Az intézkedések finanszírozása érdekében a közlekedésilámpa-koalíció megállapodott a villamosenergia-piaci váratlan nyereségének lefölözéséről.
Szeptember végén Scholz és kormánya 200 milliárd euró összegű hitelből (gazdasági stabilizációs alap) finanszírozott intézkedéseket mutatott be. Ezek közé tartozott a gáz forgalmi adójának 19 százalékról hét százalékra csökkentése 2024 tavaszáig, a cseppfolyósított földgáz importjára szolgáló infrastruktúra bővítése LNG-terminálokon keresztül, az alternatív energiaforrások és a széntüzelésű energiatermelés potenciális kiaknázása, valamint a még működő 3 atomerőmű közül kettő üzemeltetésének 3 hónappal történő meghosszabbítása az év végét követően.

### 2023
2023. március 14-én Scholz Berlinben találkozott Ilham Alijev azerbajdzsáni elnökkel. Az azerbajdzsáni földgáz Németországba és az Európai Unióba történő exportjáról tárgyaltak. Scholz kijelentette, hogy „Azerbajdzsán egyre fontosabb partnerré válik mind Németország, mind az Európai Unió számára”, és megerősítette, hogy Németország nem ismeri el az örmény szeparatista Hegyi-Karabah régiót független köztársaságként.
2023. május elején Addisz-Abebában találkozott Abiy Ahmed etióp miniszterelnökkel, hogy normalizálják a Németország és Etiópia közötti kapcsolatokat, amelyek az etióp kormány és szövetségi állama, Tigré között kirobbant Tigréi háború miatt váltak feszültté.
2023 májusában Scholz felszólította az összes érintett felet a ciprusi vita megoldására, amely Ciprus 1974-es török inváziója és a sziget északi részének későbbi megszállása után eszkalálódott.

### 2024
2024 márciusában Scholz szembeszállt Josep Borrell uniós külügyi vezetővel a hónapok óta tartó Izrael-kritikája miatt, mondván, hogy Borrell nem Németország nevében beszél. 2024. május 28-án Scholz kijelentette, hogy kormánya nem tervezi a palesztin állam hivatalos elismerését.
2024 augusztusában egy szíriai menedékkérő által Solingenben elkövetett halálos támadásra válaszul Olaf Scholz német kancellár szigorúbb bevándorlási intézkedéseket és gyorsított kitoloncolásokat sürgetett. Az incidens a közelgő tartományi választások előtt újra fellobbantotta a migrációs politikáról szóló vitákat Németországban.
Az SPD a 2024. szeptember 1-jei türingiai tartományi választáson 6,1 százalékkal az ötödik helyen végzett, míg a szászországi tartományi választáson a szavazatok 7,3 százalékát kapta, evvel ebben a tartományban is az ötödik helyre került. Közlekedésilámpa-koalíciós párttársaihoz képest még így is az SPD szerezte a legtöbb szavazatot: Zöldek: 3,2% | 5,1%; FDP: 1,1% | 0,9% (Türingia % | Szászország %).

## Politikai és gazdaságpolitikai nézetei
Scholzot széles körben a párt mérsékelt szárnyához tartozónak tekintik a német szociáldemokratákon belül.
A 2021-es szövetségi választások előtt Scholz jelezte, hogy ellenzi a populista szocialista Die Linke párttal való kormánykoalíciót, de a Szövetség 90/ Zöldekkel való együttműködést támogatja. Scholz, a választási küzdelem előrehaladtával már nem volt ilyen kategorikusan elutasító, választási vitájukon, Laschet kérdésére felelve, már nem utasította el egyértelműen a Linkével való esetleges koalíciós együttműködés lehetőségét.
Scholz pénzügyminiszteri hivatalba lépése óta elkötelezte magát az állami eladósodás ellen és amellett, hogy visszafogottak legyenek az állami kiadások.
2018-ban javasolta egy egész Európára kiterjedő munkanélküliségi biztosítási rendszer létrehozását, hogy az eurózóna ellenállóbbá váljon a jövőbeli gazdasági megrázkódtatásokkal szemben. Emellett pénzügyi tranzakciós adót is be akart vezetni.

## Ellentmondások
- A Die Tageszeitung a 2003-as SPD pártkongresszus kapcsán interjút készített az akkor az egyik kormányzó párt főtitkáraként hivatalban lévő Scholzcal. Scholz, az interjú elkészültét követően komoly és lényegi változtatásokat követelt a neki előzetesen bemutatott cikken, ellenkezőleg az egész cikk visszavonásával fenyegetőzött. Amikor a szerkesztők közölték, hogy akár engedélye nélkül is megjelentetik a cikket, Scholz avval próbált zsarolni, hogy akkor a jövőben a Die Tageszeitungot kizárja az SPD háttérbeszélgetéseire meghívott médiumok közül.[85] Végül az újság Scholz összes válaszát feketével kitakarva jelentette meg az interjút. A lap főszerkesztője, Bascha Mika elítélte a Scholz magatartását, melyet a szabad sajtó, az újságírói hivatás és az olvasók elárulásaként aposztrofált.[86]
- Scholzot bírálták a 2017-es hamburgi G20-csúcson történt zavargások kezelése miatt. A tiltakozások hatására Scholz, főpolgármesteri minőségében, bocsánatot kért Hamburg, a szövetségi köztársaság önálló városállama lakóitól, de lemondani nem volt hajlandó.

## Magánélete
Olaf Scholz felesége Britta Ernst (Hamburg, 1961. február 23. –), aki 1997 óta szintén az SPD színeiben politizál, 2017 óta Berlin–Brandenburg tartomány oktatási, ifjúsági és sportügyi minisztere, emellett 2019 óta a tartományi parlament, a Bundesrat póttagja. „Az észak legerősebb házaspárja” – korábban így hívták őket, amikor hamburgi főpolgármesterként és kieli miniszterként alkottak egy párt.
1998 óta élnek házasságban, gyermekük nincs.

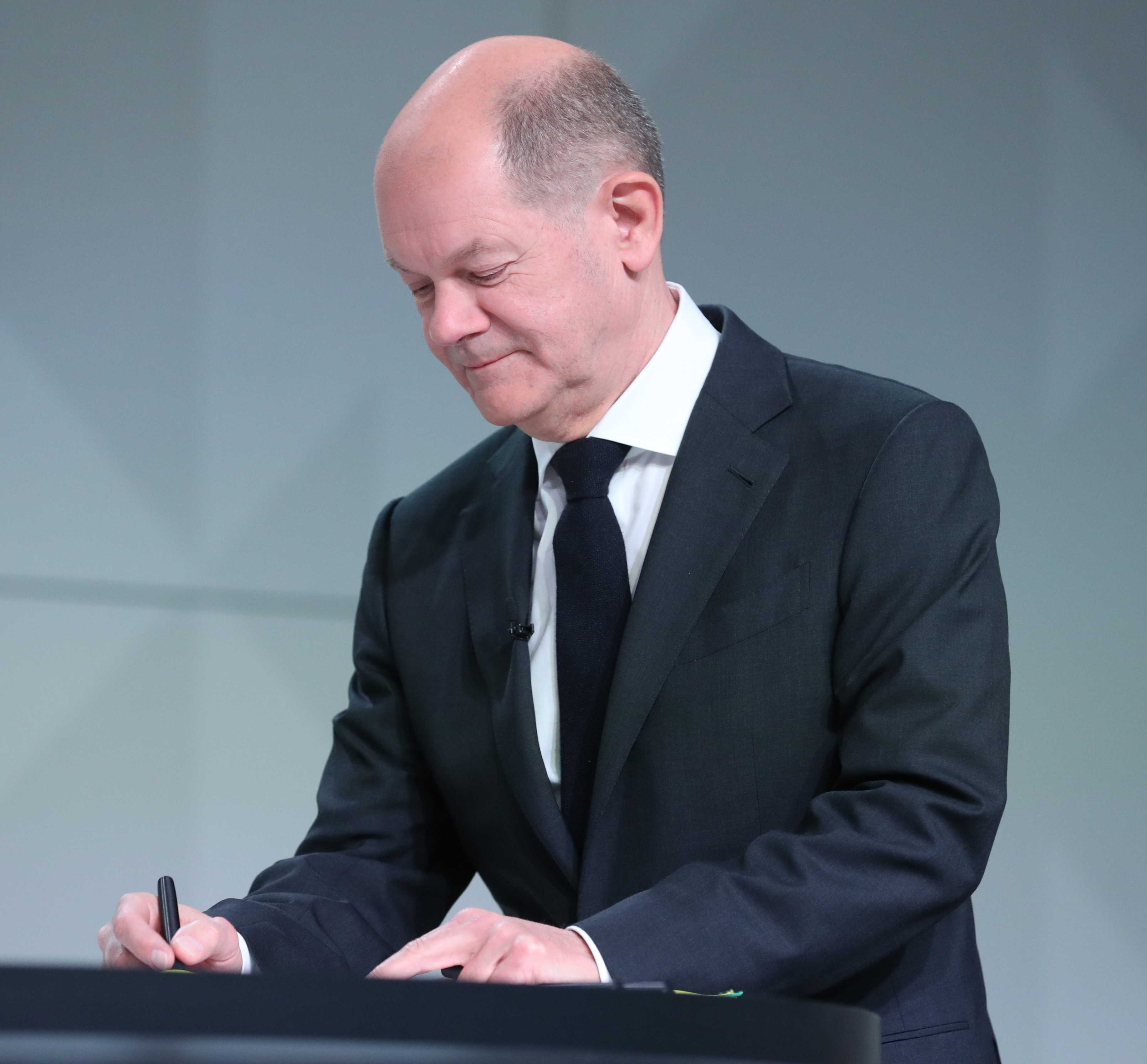
Olaf Scholz aláírja az SPD – FDP – Szövetség '90/Zöldek Vállalkozzunk több haladásra (Mehr Fortschritt wagen) című koalíciós szerződését (Berlin, 2021. december 7.)

A pár Hamburg Altona kerületében élt, mielőtt Potsdamba költöztek 2018-ban.
Scholz a németországi protestáns evangélikus egyházban nevelkedett, de később kilépett belőle. 2021-es kancellári beiktatásakor – Gerhard Schröder után második kancellárként – Istenre való hivatkozás nélkül tette le a hivatali esküt. Scholz az első olyan kancellár a Német Szövetségi Köztársaság történetében, aki nem tartozik semmilyen egyházhoz.

## Tisztségei nemzetközi és nonprofit szervezetekben

### Nemzetközi szervezetek
- Európai Újjáépítési és Fejlesztési Bank (EBRD), hivatalból tagja a kormányzótanácsnak.[91]
- Európai Beruházási Bank (EBB), a kormányzótanács hivatalból eljáró tagja (2018 óta)[92]
- European Stability Mechanism, a kormányzótanács tagja (2018 óta)
- Asian Infrastructure Investment Bank (AIIB), hivatalból tagja a kormányzótanácsnak (2018 óta)[93]
- Nemzetközi Valutaalap (IMF), hivatalból a kormányzótanács póttagja[94]

### Nonprofit szervezetek
- Stiftung Lebendige Stadt, a kuratórium tagja (2009 óta)
- Deutsche Nationalstiftung, a szenátus tagja
- Deutsches Museum, a kuratórium tagja
- Friedrich Ebert Alapítvány (FES), tag
- Hamburg Leuchtfeuer, a kuratórium tagja
- Herbert és Elsbeth Weichmann Alapítvány, a kuratórium tagja
- Übersee-Club, a kuratórium tagja
- ZDF, az igazgatótanács tagja
- Deutsche Gesellschaft für Auswärtige Politik e. V. (DGAP), a nemzetközi légiközlekedés-politikai munkacsoport elnöke
- Gewerkschaft Nahrung-Genuss-Gaststätten (NGG), tag
- ZDF, a televíziós tanács tagja (2002–2010)
- Policy Network, az igazgatótanács tagja (2002–2007)

## Fordítás
Ez a szócikk részben vagy egészben  az   Olaf Scholz című angol Wikipédia-szócikk ezen változatának fordításán alapul.  Az eredeti cikk szerkesztőit annak laptörténete sorolja fel. Ez a jelzés csupán a megfogalmazás eredetét és a szerzői jogokat jelzi, nem szolgál a cikkben szereplő információk forrásmegjelöléseként.
| Elődje: Angela Merkel | Németország szövetségi kancellárja 2021. december 8. óta | Utódja: jelenleg hivatalban |